# يان ريد (سياسي)
يان ريد هو سياسي كندي، ولد في 27 مايو 1931 في برادفورد في المملكة المتحدة، وتوفي في 18 يناير 2016. حزبياً، نشط في الرابطة التقدمية المحافظة في ألبرتا ‏. وقد انتخب عضو الجمعية التشريعية ألبرتا.